# Zone van Serripes groenlandicus en Yoldia lanceolata

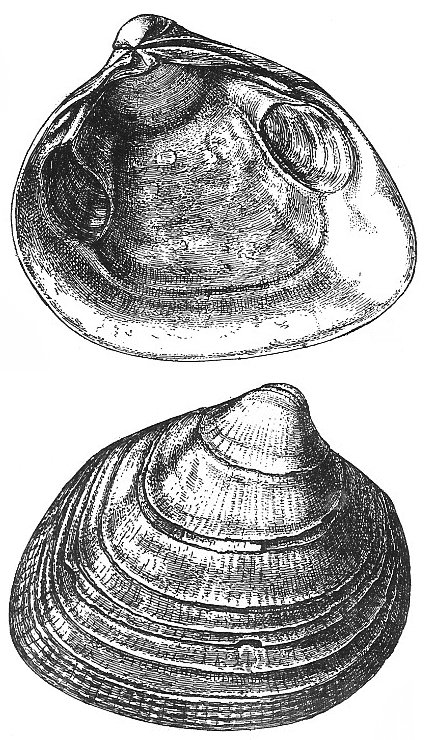

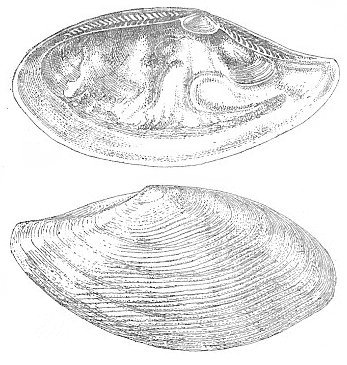
Serripes groenlandicus en Yoldia lanceolata
naamgevende soorten
voor MOL. B

De Zone van Serripes groenlandicus en Yoldia lanceolata of MOL.B is een molluskenbiozone in het mariene Vroeg Pleistoceen van Nederland. De zone is vernoemd naar twee meestal algemeen optredende soorten: Serripes groenlandicus en Yoldia lanceolata.
De zone werd in 1975 door Spaink geïntroduceerd als onderdeel van een biozonering van de mariene afzettingen uit het Boven Mioceen tot en met het Vroeg-Pleistoceen van Nederland. De zone is aanwezig in het onderste deel van de Formatie van Maassluis en heeft een Pretiglien en Tiglien ouderdom. Het grootste deel heeft een Pretiglien ouderdom.

## Definitie
De zone is gedefinieerd als een associatiezone ('assemblage zone'). Dat betekent dat van een gegeven aantal soorten die een 'assemblage' kunnen vormen een aantal in de bestudeerde laag moet voorkomen om de aangetroffen fossiele fauna tot die zone te kunnen rekenen. Hoewel dus alle als kenmerkend beschouwde soorten bij elkaar kunnen worden aangetroffen is het niet noodzakelijk dat al deze soorten daadwerkelijk aanwezig zijn. Het is zelfs niet noodzakelijk dat de naamgevende soorten van de zone in de onderzochte laag aanwezig zijn.
Spaink (1975) beschouwde het gezamenlijke voorkomen van een aantal van de volgende soorten als kenmerkend voor deze zone:
| - Acila cobboldiae - Amauropsis islandica - Arctica islandica - Clinocardium ciliatum - Crenella decussata - Lucinella juttingae - Macoma calcarea - Menestho candida - Mya arenaria - Natica clausa | - Natica pallida - Neptunea antiqua despecta - Nuculana pernula - Nuculoma tenuis - Oenopota harpa - Oenopota turricula - Portlandia arctica - Serripes groenlandicus - Yoldia lanceolata - Yoldia oblongoides |

Natuurlijk zijn dit niet alle soorten die uit deze zone bekend zijn maar deze beperkte lijst geeft al aan dat de associatie duidt op een relatief koude zee.
De MOL.B zone werd beschreven als de op een na jongste van een serie molluskenzones beginnend in het Boven Mioceen. Van oud naar jong zijn dit de zones MOL.E tot en met MOL.A (zie het schema onderaan op deze pagina).
Hoewel het type zone dit niet noodzakelijk maakt werden deze zones vooral tijdstratigrafisch opgevat. Waarschijnlijk is dat grotendeels terecht maar later onderzoek heeft uitgewezen dat de werkelijkheid ingewikkelder is. Het onderscheid tussen MOL.C en MOL.B is groter dan tussen MOL.B en MOL.A. In beide laatste zones ontbreken de meeste warme soorten die zo kenmerkend zijn voor de Neogene Noordzee.
Het verschil tussen fauna's uit zones MOL.C en MOL.B is zo opvallend dat W.F. Harmer in 1896 een aparte stratigrafische eenheid invoerde voor afzettingen met koude molluskenfauna's die de lagen met warme mariene molluskenfauna's opvolgden. Hij noemde deze eenheid het Amstelien. Deze naam werd in 1975 definitief verlaten omdat zij door misinterpretaties onbruikbaar was geworden. Molluskenzone MOL.B kan min of meer als de opvolger van het Amstelien beschouwd worden.

## Afwisseling van MOL.A en MOL.B?
In de oorspronkelijke zin volgde MOL.A de oudere zone MOL.B op. MOL.A werd gezien als het op grond van mariene mollusken gebaseerde tijdsequivalent van het Tiglien, terwijl MOL.B equivalent aan het Pretiglien zou zijn. Het klimaatsignaal in de fauna's van MOL.A is boreaal-gematigd, terwijl dat van de fauna's in MOL.B arctisch tot hoog boreaal is. Tussen fauna's die tot MOL.B gerekend worden zijn vrij grote verschillen en hetzelfde is het geval bij MOL.A fauna's. Het is gebleken dat beide zones elkaar niet simpel opvolgen maar dat die opeenvolging zich meer dan eens herhaalt: er is dus een afwisseling van verschillende klimaatcycli aanwezig in het complex van MOL.A en MOL.B. Het is nog onduidelijk hoeveel klimaatcycli er in de mariene molluskenfauna's van het Nederlandse Vroeg Pleistoceen herkend kunnen worden. In 2006 konden Meijer et al. duidelijk maken dat er inderdaad een aantal klimaatschommelingen aanwezig zijn in het Pretiglien gedeelte van de MOL.B zone.

## Biozones in Nederland
| chronostratigrafie | chronostratigrafie | Associatiezone                                         | Associatiezone                                         | Associatiezone                                         | Zonesymbool |
| ------------------ | ------------------ | ------------------------------------------------------ | ------------------------------------------------------ | ------------------------------------------------------ | ----------- |
| Onder- Pleistoceen | Tiglien            | Zone van Mya arenaria en Hydrobia ulvae                | Zone van Mya arenaria en Hydrobia ulvae                | Zone van Mya arenaria en Hydrobia ulvae                | MOL.A       |
| Onder- Pleistoceen | Pretiglien         | Zone van Serripes groenlandicus en Yoldia lanceolata   | Zone van Serripes groenlandicus en Yoldia lanceolata   | Zone van Serripes groenlandicus en Yoldia lanceolata   | MOL.B       |
| Plioceen           | Piacenzien         | Zone van Nassarius propinquus en Lentidium complanatum | Zone van Nassarius propinquus en Lentidium complanatum | Zone van Nassarius propinquus en Lentidium complanatum | MOL.C       |
| Plioceen           | Piacenzien         | Zone van Turritella triplicata en Yoldia semistriata   | MOL.D                                                  | Subzone van Nassarius reticosus en Chlamys opercularis | MOL.D1      |
| Plioceen           | Zanclien           | Zone van Turritella triplicata en Yoldia semistriata   | MOL.D                                                  | Subzone van Chlamys gerardi en Astarte trigonata       | MOL.D2      |
| Boven Mioceen      | Boven Mioceen      | Zone van Arcoperna sericea en Chlamys tigerina         | Zone van Arcoperna sericea en Chlamys tigerina         | Zone van Arcoperna sericea en Chlamys tigerina         | MOL.E       |

## Relaties met vroeger en elders gebruikte eenheden
Equivalenten van deze zone zijn aanwezig in Engeland, in de Norwich Crag Formation in East Anglia. In België lijken afzettingen met deze zone te ontbreken.

## Mollusken uit zone MOL.B

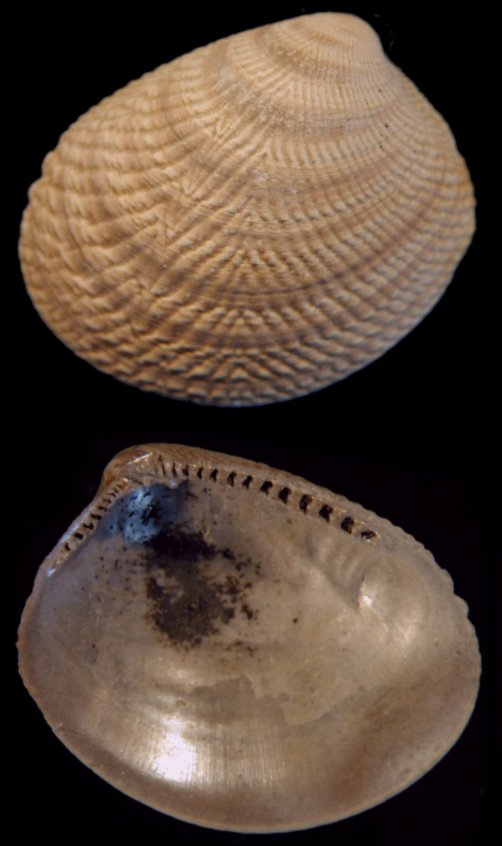
Acila cobboldiae
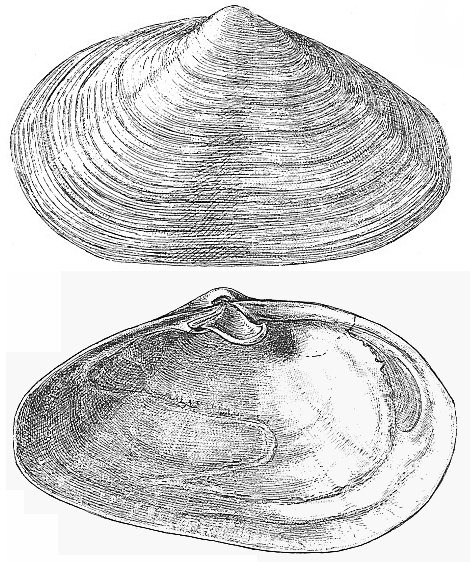
Mya arenaria
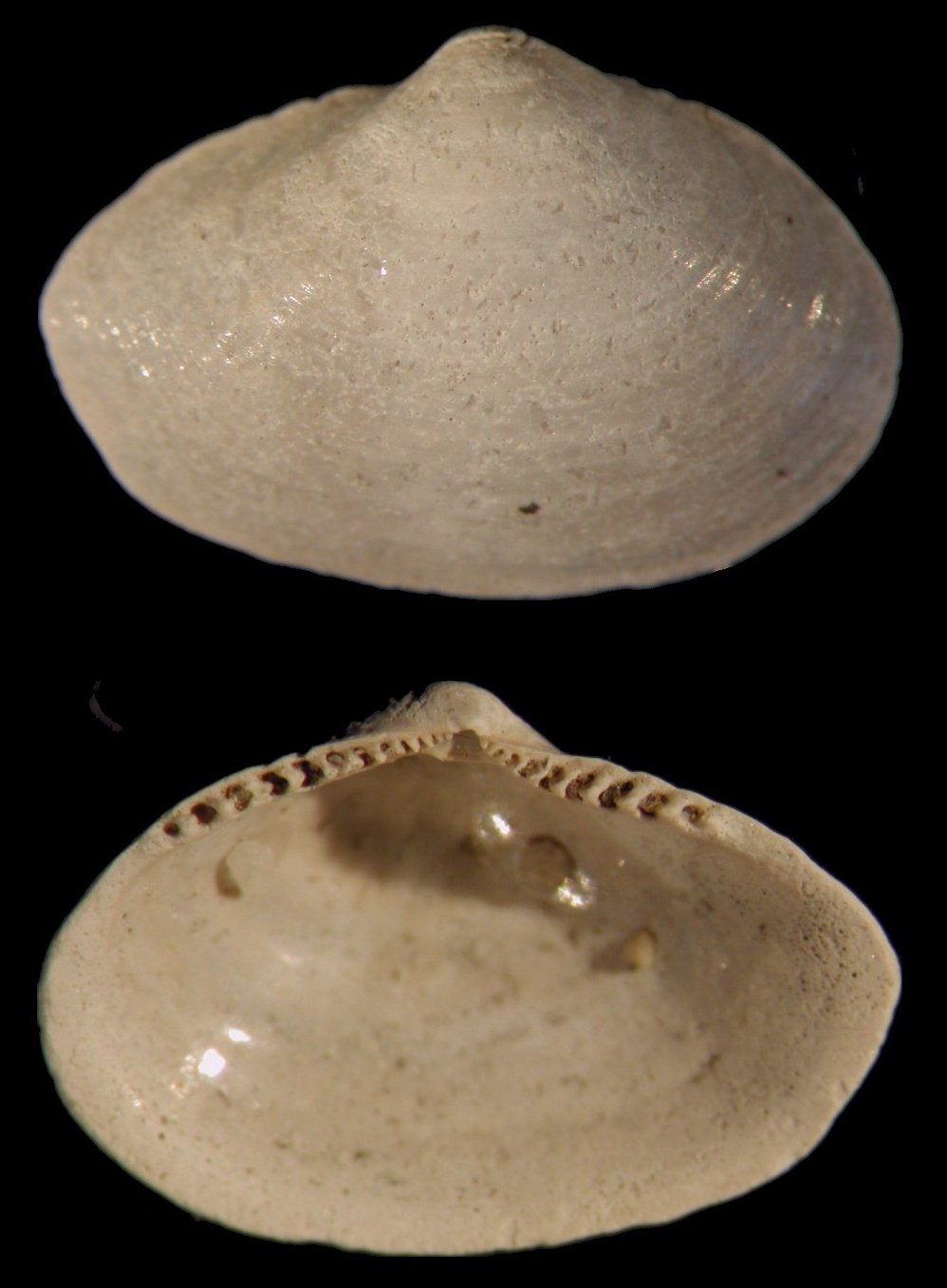
Portlandia arctica
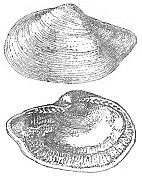
Portlandia arctica
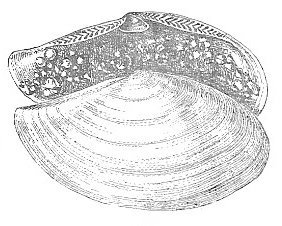
Yoldia oblongoides
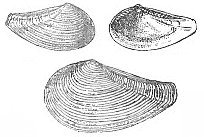
Nuculana pernula